# Kibara coriacea
Kibara coriacea, vrsta drveta, rjeđe grma, u tropskoj Aziji, rašireno od južne Indokine do Nove Gvineje, uključujući Filipine, Javu, Sumatru, Celebes, Borneo
Naraste do 15, ili 22 metara visine. Stipule odsutne. Listovi uglavnom nasuprotni, jednostavni, s perastim žilama, odozdo goli do dlakavi. Cvijeće promjera 3 mm, zelenožute boje, smještene u male metlice. Plodovi su oko 16 mm duge, plavo-crne koštunice.
Raste u mješovitim netaknutim šumama do 1300 m nadmorske visine. Na obroncima i grebenima, ali česta i uz rijeke i potoke. U sekundarnim šumama javlja se rek pokoje stablo

## Upotreba
Za plod se kaže da je jestiv, a listovi se koriste za začinjavanje mesnih jela. 